# Mademoiselle Bambù
Pour les articles homonymes, voir Bambú.
Mademoiselle Bambù est un roman de Pierre Mac Orlan paru (sous ce titre) en 1966. Il est composé de deux parties : Filles et ports d'Europe et Père Barbançon.

## Sur le plan littéraire
Ce livre est un exemple de ce que l'auteur appelle le fantastique social.

### Filles d'amour et ports d'Europe
Une première version de ce texte avait été publiée en 1932 aux éditions de France sous le titre Filles d'amour et ports d'Europe. La version définitive de cette partie date de 1946.

#### Résumé
À Hambourg, le narrateur fait la connaissance d'un personnage qui se fait appeler Capitaine Hartmann, qui entreprend de lui raconter un soir diverses péripéties qui ont jalonné son existence aventureuse, péripéties liées à différents ports européens qui leur ont servi de cadre, et à la figure de la « signorina Bambù », une métisse qu'il a rencontrée à Naples au début du XXe siècle et qui fut sa maitresse. Celle-ci s'occupait d'espionnage pour le compte de l'Allemagne et aurait été exécutée dans des circonstances obscures : trois différentes versions de sa mort ont été rapportées à Capitaine Hartmann (fusillée à Nantes ou dans le Sud-Ouest de la France, abattue par des espions rivaux.)
Hartmann évoque également les activités auxquelles il s'est livré au cours de sa vie, avant qu'un héritage inopiné ne l'ait définitivement mis à l'abri du besoin : policier à Rouen et à Londres, espion à Brest et à Barcelone. C'est en sa qualité d'espion qu'Hartmann a rencontré un personnage inquiétant : Père Barbançon, dont le narrateur révèlera dans la seconde partie du roman qu'il le connaissait également.
Mais cette confession de Capitaine Hartmann est également l'occasion pour lui de développer ses théories sur l'atmosphère d'inquiétude qui plane sur l'Europe contemporaine, à laquelle Hartmann donne le nom de « fantastique social. »
Enfin, dans un dernier chapitre, Capitaine Hartmann révèle les raisons qui l'ont poussé à se confesser : une récente soirée au cours laquelle il a entrepris de revivre ses aventures de jeunesse a tourné à sa confusion et, ayant pris conscience de ce que sa vie est désormais derrière lui, il a entrepris par cette confession de se libérer de ses fantômes.

#### Commentaires
L'histoire s'inspire en partie de la mort de l'espionne  Mata Hari (1876 - 1917) (l'auteur cite son nom au chapitre 7).
Le roman évoque également quelques tueurs en série (chapitre 8) : Jack l'Éventreur, Landru (1869 - 1922), Fritz Haarmann (1879 - 1925) et Peter Kürten (1883 - 1932). À propos de Jack l'Éventreur, l'auteur estime que Stevenson lui a donné sa véritable incarnation à travers le personnage d'Édouard Hyde.

### Père Barbançon
La version définitive de cette partie date de 1948.
Cette partie raconte aussi différentes versions de l'histoire de l'inquiétant Père Barbançon, déjà évoqué dans la première partie du roman.

### Commentaires
Il y a quelques clins d'œil à une nouvelle de Poe La Chute de la maison Usher. 
Snark, un des surnoms de Père Barbançon, est inspiré de La Chasse au Snark de Lewis Carroll.

## Citations
- Rien ne se renouvelle moins que le vice si ce n'est la sottise (chapitre 4)
- Il y a des gens qui ont peur de la vie (...) mais ce ne sont pas les plus naïfs (fin du chapitre 9)
- Demain est un avenir modeste dont l'échéance semble fatale à beaucoup d'optimistes (début chapitre 4 de la deuxième partie)
- (...) ce n'est pas l'homme qui commande le browning, mais le browning qui commande l'homme (chapitre 3 de la première partie)